# Tramway à traction par câble

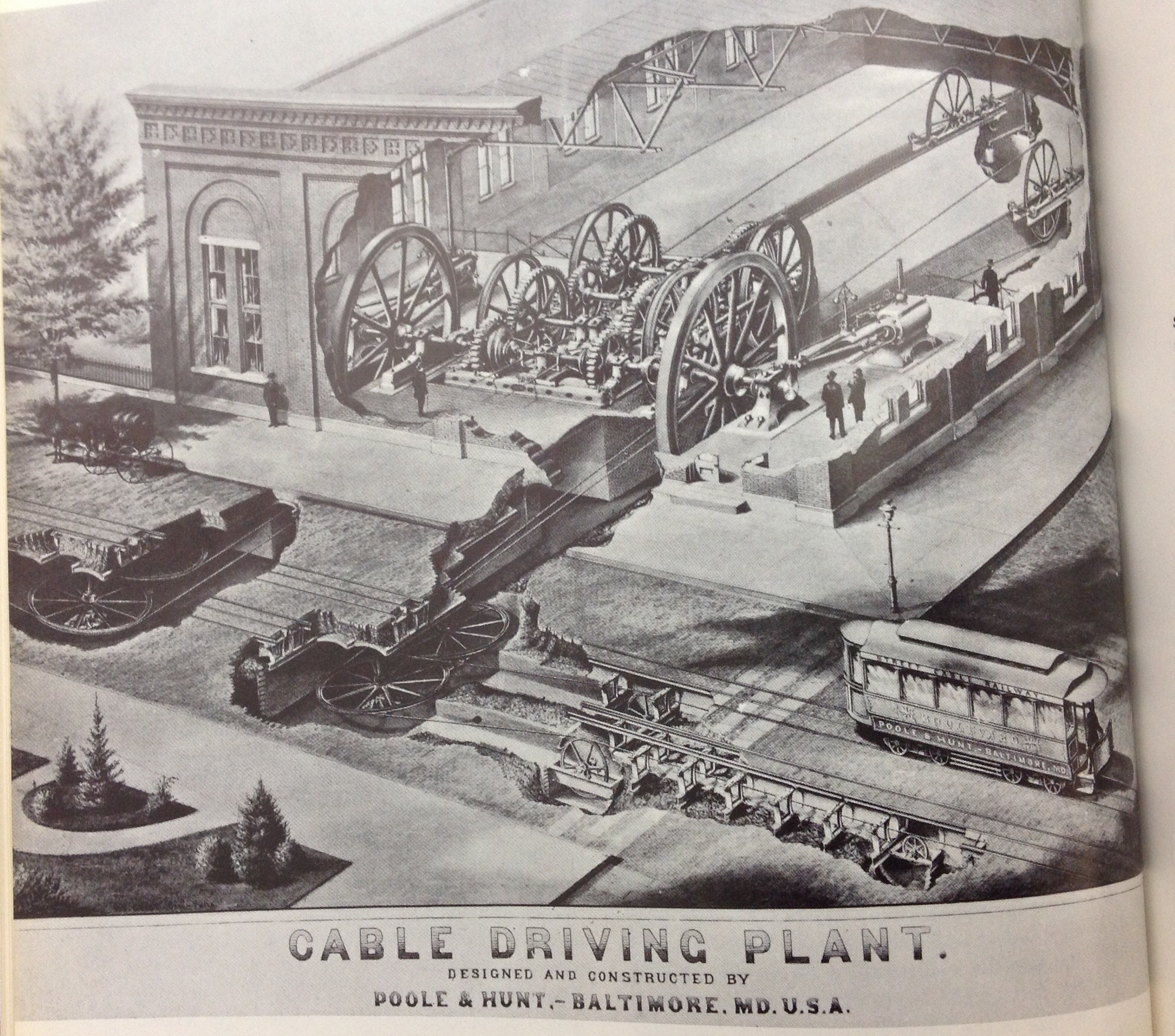
Installation motrice, conçue et construite par Poole et Hunt, Baltimore, vers 1882.

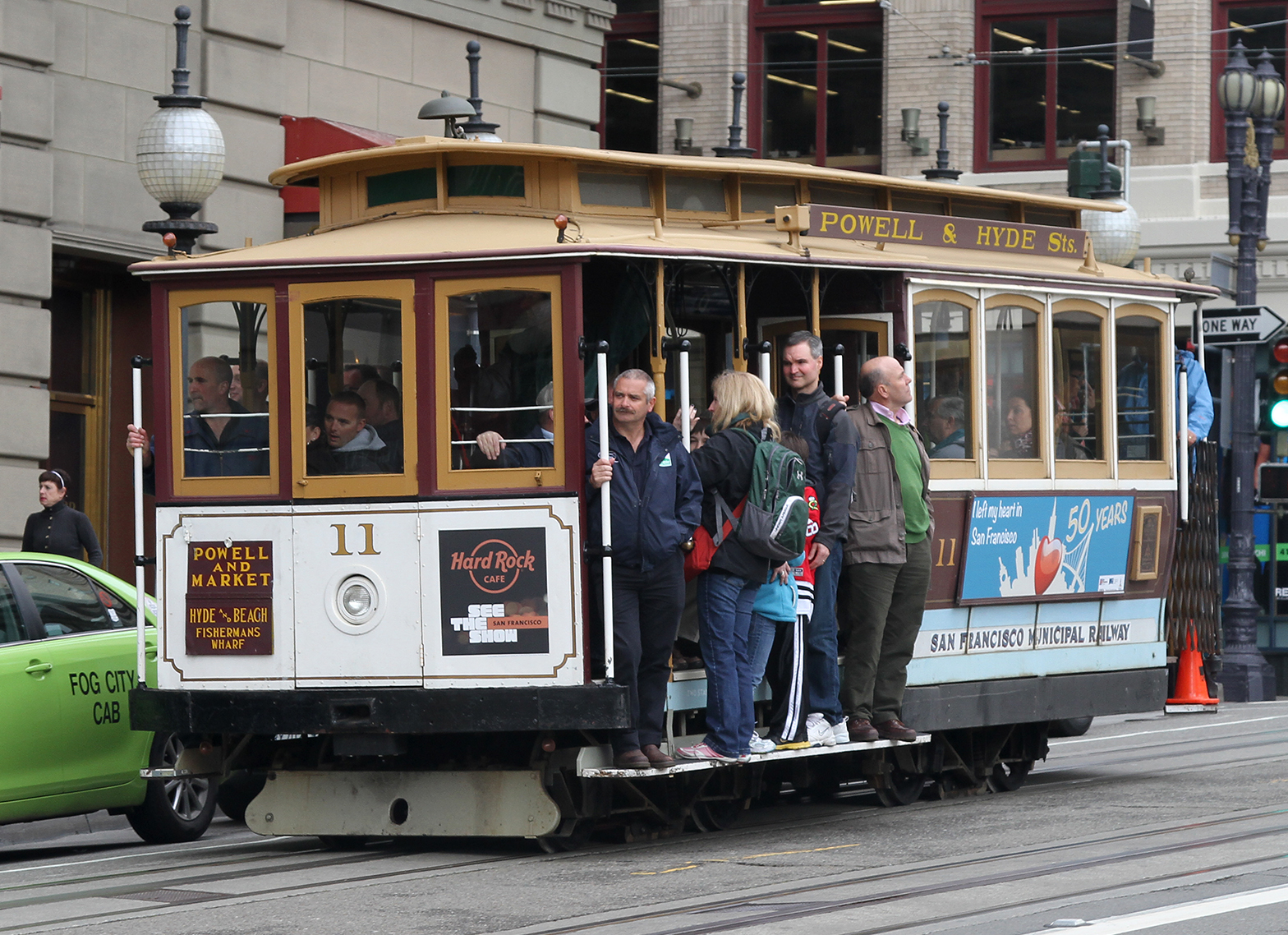
Un des nombreux Cable Cars de San Francisco.

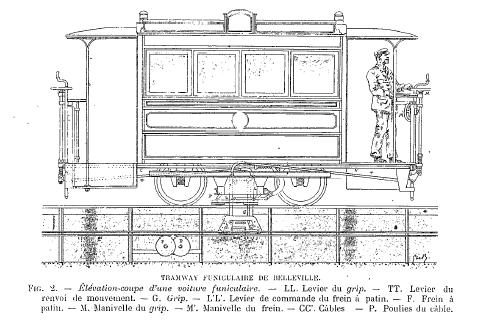
Tramway funiculaire de Belleville.

Le tramway à traction par câble (en anglais Cable car on rail) est un véhicule sur rail de type tramway qui est tiré par un câble. 
Il diffère des tramways classiques car il n'y a pas de système de propulsion à bord. Un moteur fixe assure le mouvement du câble sous la chaussée, et le véhicule s'y agrippe pour se déplacer. Il ressemble en cela au principe du funiculaire, mais en plus complexe, car les trajets parcourus suivent la voie publique et peuvent avoir plusieurs montées et descentes successives. De plus, la cabine n'est pas solidaire du câble, qui avance de façon constante. Elle s'y agrippe par une grande pince (jouant en quelque sorte le rôle d'un embrayage) au démarrage, le relâche avant l'arrêt suivant et utilise des freins classiques. 
Les plus célèbres et les plus pérennes sont les Cable Cars de San Francisco en Californie, qui ont été conçus en 1873 par Andrew Smith Hallidie (1836-1900). Plusieurs fois rénovées, certaines de ses lignes fonctionnent encore de nos jours, fournissant à la ville une de ses caractéristiques touristiques. Hong Kong possède une ligne du même type, le Peak Tram qui mène du centre-ville au Victoria Peak, 396 m plus haut. 
Plusieurs dizaines de lignes de ce type ont été créées à la fin du XIXe siècle pour gravir les pentes inaccessibles aux tramways classiques. La plupart ont été fermées avant la Seconde Guerre mondiale, pour être souvent remplacées par des autobus.
En France, Paris a été équipée d'une ligne comparable au Cable Car de San Francisco. Il s'agissait du Tramway funiculaire de Belleville, qui reliait la place de la République à l'église de Belleville (actuel métro Jourdain). Tout comme leurs homologues  californiens, les véhicules étaient équipés d'un système de pince débrayable qui agrippait le câble. Ouverte en 1891, la ligne resta en service jusqu'en 1924, après avoir connu un spectaculaire accident en 1906, quand une cabine dévala la pente sans freiner en blessant vingt personnes.